# Daniel Petric

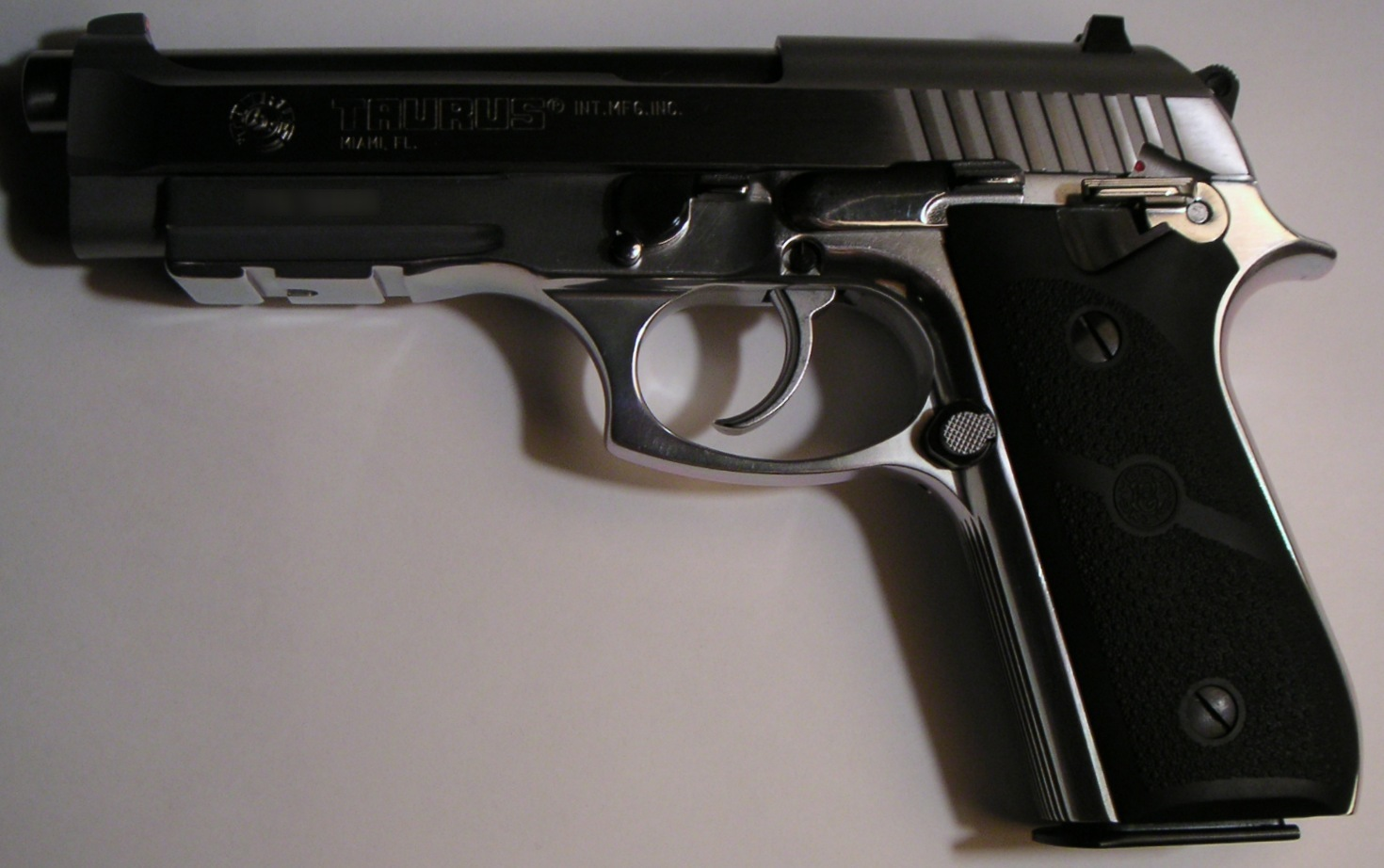
En Taurus PT92, liknande den som användes av Daniel Petric.

Daniel "Danny" Petric, född 24 augusti 1991 i Wellington, Ohio, är en dömd mördare. Vid 16 års ålder sköt han båda sina föräldrar efter att hans far beslagtagit hans kopia av det våldsamma tv-spelet Halo 3. Hans mamma avled, men hans pappa lyckades återhämta sig från en svår skada.
Petric sitter fängslad på livstid, med chans till villkorlig frigivning. Studier av tv-spelsberoende eller effekterna av våldsamma tv-spel på samhället nämner ofta Daniel Petric.